# MFA Žalgiris
Moterų futbolo akademija „Žalgiris“ eller MFA Žalgiris är ett fotbollslag för damer från staden Vilnius i Litauen. 
Klubben spelar i A lyga (damer) – den litauiska förstadivisionen.

## Historia
MFA Žalgiris grundades 2013.

## Meriter
- Pirma lyga (damer): 
Mästare: 2019

## Placering tidigare säsonger
| Säsong | Nivå | Liga           | Placering | Referens    | Notering                    |
| ------ | ---- | -------------- | --------- | ----------- | --------------------------- |
| 2013   | 1    | A lyga (damer) | 3         | [ 1 ]       |                             |
| 2014   | 1    | A lyga (damer) | 3         | [ 2 ]       |                             |
| 2015   | 1    | A lyga (damer) | 3         | [ 3 ]       |                             |
| 2016   | 1    | A lyga (damer) | 4         | [ 4 ]       |                             |
| 2017   | 1    | A lyga (damer) | 3         | [ 5 ]       |                             |
| 2018   | 1    | A lyga (damer) | 5         | [ 6 ]       | Nedflyttad till Pirma lyga  |
| 2019   | 2    | I lyga         | 1         | [ 7 ]       | Uppflyttad till A lyga 2020 |
| 2020   | 1    | A lyga (damer) | 2         | [ 8 ] [ 9 ] |                             |
| 2021   | 1    | A lyga (damer) | 2         | [ 10 ]      |                             |
| 2022   | 1    | A lyga (damer) | 2         | [ 11 ]      |                             |
| 2023   | 1    | A lyga (damer) | 2         |             |                             |
| 2024   | 1    | A lyga (damer) | 2         | [ 12 ]      |                             |
| 2025   | 1    | A lyga (damer) |           |             |                             |

## Trupp 2024
Uppdaterad: 13 mars 2024 
| 23 | Litauen | MV | Meda Šeškutė              |  |  |  |  |  |
| 95 | Litauen | MV | Dominyka Vaiginytė        |  |  |  |  |  |
|    |         |    |                           |  |  |  |  |  |
| 26 | Litauen | F  | Miglė Stankevičiūtė       |  |  |  |  |  |
| 45 | Litauen | F  | Milita Ragauskaitė        |  |  |  |  |  |
| 93 | Litauen | F  | Judita Traubaitė          |  |  |  |  |  |
|    |         |    |                           |  |  |  |  |  |
| 6  | Kanada  | MF | Jullien Ramirez Amara     |  |  |  |  |  |
| 8  | Litauen | MF | Laura Ruzgutė (lagkapten) |  |  |  |  |  |
| 10 | Litauen | MF | Paulina Potapova          |  |  |  |  |  |
| 14 | Litauen | MF | Anika Kyžaitė             |  |  |  |  |  |
| 17 | Litauen | MF | Emilija Ivaškaitė         |  |  |  |  |  |
| 25 | Litauen | MF | Barbora Antonovič         |  |  |  |  |  |
| 25 | Litauen | MF | Dorotėja Aidukaitė        |  |  |  |  |  |
|    |         |    |                           |  |  |  |  |  |
| 13 | Litauen | A  | Viktorija Čiapaitė        |  |  |  |  |  |
| 16 | Litauen | A  | Sonata Stankevičiūtė      |  |  |  |  |  |
| 23 | Litauen | A  | Karilė Liužinaitė         |  |  |  |  |  |

## Kända spelare
- Ana Cheminava
- Aistė Griciūtė
- Monika Piesliakaitė